# Janny-Lisa Clason
Janny-Lisa Clason, född 27 maj 1909 i Bålsta, död 14 augusti 2002, var en svensk sjuksköterska, kurator och stiftelsegrundare. Hon var Stockholms första kurator på ett psykiatriskt sjukhus, samt grundare av en stiftelse för stödjandet av konst med anknytning till psykiatri.

## Biografi
Janny-Lisa Clasons far, Klas Andersson, var nämndeman och fattigvårdsnämndens ordförande. Hennes mormor var barnmorska och arbetade vidare även som gift, bland annat med åderlåtning och koppning.
Janny-Lisa Clason utbildades på Röda korsets sjuksköterskeskola (nuvarande Röda Korsets Högskola) med specialutbildning i sinnessjukvård vid Psykiatriska sjukhuset i Stockholm. Efter en tids tjänst som översköterska på Långbro sjukhus och utbildning till kurator anställdes hon på Beckomberga sjukhus 1936, och blev då Stockholms första kurator med heltidsarbete på psykiatriskt sjukhus. Janny-Lisa Clason värderade högt den vård som gavs inom psykiatrin. Kuratorsarbetet innebar bland annat hemortsutredningar, ansökan om uppehållstillstånd för flyktingar, penningförvaltning, tillsättande av förmyndare eller god man och samarbete med sjukhusets olika enheter samt med externa vårdgivare och institutioner. Vid andra världskrigets utbrott hade Janny-Lisa Clason uppdraget att förbereda och leda eventuell evakuering av patienter och personal på Beckomberga sjukhus.
År 1947 övergick Janny-Lisa Clason till kuratorstjänst på Södersjukhuset i Stockholm, men behöll kontakten med flera av sina före detta patienter som blivit ensamma och vilsna utan den personal som blivit deras närmaste medmänniskor. På 1950-talet samarbetade hon med de katolska Mariasystrarna som etablerade sig i landet, genom att förmedla patienter för rekreation hos systrarna. Hon besökte patienterna regelbundet och kontakten med Mariasystrarna fördjupades till vänskapsrelationer. Janny-Lisa Clason hade ett stort kontaktnät av personer verksamma inom sjukvård och social hjälpverksamhet.
Konstnärligt aktiva patienter på psykiatriska sjukhus hade ofta begränsade möjligheter att utöva sin verksamhet genom brist på konstnärsmaterial, lämplig lokal och stöd i omgivningen. En sådan patient var Ester Henning, som kom till nyöppnade Beckomberga sjukhus 1932, efter avbrutna konststudier och många års vistelser på andra psykiatriska sjukhus. I samarbete med personalen tog Janny-Lisa Clason hand om Ester Hennings bilder inför utställningar, och för att tillvarata hennes ekonomiska och konstnärliga intressen förordnades förmyndare. Tidvis broderade Ester Henning på fri hand på de tyglappar som fanns tillgängliga. Janny-Lisa Clason tog hand om dessa, då inte speciellt uppskattade, textilarbeten.
År 1990 bildades Janny-Lisa Clasons Stiftelse för uttryckande konst och dokument med anknytning till psykiatri. Stiftelsens styrelse arbetade ideellt med stöd av Janny-Lisa Clasons engagemang och ekonomiska bidrag. Bidrag gavs bland annat för utställningar på Medicinhistoriska museet i Stockholm, samt för tryck av skrifter inom ämnesområdet. Ytterligare medel tillföll stiftelsen genom Janny-Lisa Clasons testamente. Stiftelsen, vilken sedan 2008 förvaltas av Skövde konstmuseum, har som ändamål att utan vinstsyfte bevara konstverk av Ester Henning, samt verk av likartad karaktär skapade av andra personer.
På 1970-talet flyttade Janny-Lisa Clason till Uppsala för att komma närmare släktingar. Hon avled 2002 i Uppsala, och begravdes på Uppsala gamla kyrkogård.